# Conspiració de la Mina de la Rosa Cubana
Conspiració de la Mina de la Rosa Cubana. Moviment de caràcter annexionista ocorregut entre els anys 1847 i 1848. Liderat pel general veneçolà al servei d'Espanya, Narciso López, amb el suport del Club de L'Havana i d'exiliats cubans agrupats al Consell Cubà, compost per connotats esclavistes i actius annexionistes que, simultàniament, gestionaven amb el president James K. Polk la incorporació de Cuba a la Unió Nord-americana.

## La Conspiració
La Conspiració de Manicaragua o de la Mina de la Rosa Cubana va ser denunciada pel hisendat Pedro Gabriel Sánchez, el qual va declarar que ho feia així per servir el país i per salvar d'una catàstrofe al seu fill José Sánchez Iznaga, complicat a la mateixa. Segons el denunciant, era cap de la conspiració el general Narciso López i es trobaven d'acord d'acord amb aquest altres persones, entre elles l'advocat de Cienfuegos José Gregorio Díaz de Villegas. López es proposava, si ens atenim a la declaració del delator, emancipar l'Illa de Cuba de la seva metròpoli, mitjançant una insurrecció que havia d'esclatar a Trinidad i a Cienfuegos i que comptaria amb l'ajuda d'una goleta de guerra nord-americana, portadora de fusells, pólvora i bales.

## Fracàs i fugida de López
Formada la causa corresponent, es va disposar la detenció de Sánchez Iznaga, Villegas i Narciso López. Però aquest últim, a qui el governador de Cienfuegos, fals amic, va voler estendre una celada, va sortir de la seva Mina de la Rosa Cubana i, mentre se'l buscava pel sud de la província villareña, es va dirigir cap a Cardenas, en la qual, temerari en extrem, es va afaitar tranquil·lament i fins i tot va saludar el tinent governador, a qui va trobar de manera casual. Després va passar López a Matanzas en un vapor, va desembarcar en ella i es va posar a la parla amb els conspiradors de la mateixa, perquè li facilitessin els mitjans de fugir als Estats Units, cosa que en efecte va poder aconseguir, en sortir, disfressat de mariner, en un vaixell carregat de sucre que va partir rumb a Rhode Island.

## Reacció espanyola
No es va fer esperar la reacció espanyola. Un reial decret dictat el novembre de 1848, declarava la baixa definitiva de Narcís López de l'exèrcit espanyol, per haver-se fugat de l'Illa de Cuba on es trobava de caserna. Mesos més tard, per sentència de la Comissió Militar Executiva i Permanent, se'l condemnava a desterrament perpetu de tots els dominis espanyols amb prohibició de tornar-hi. Sánchez Iznaga, per la seva banda, també era sentenciat a desterrament, encara que només per vuit anys. A Díaz de Villegas se li computava la presó preventiva patida i se'l condemnava a amonestació. Un altre advocat era també amonestat, i els altres encartats, absolts, sense més conseqüències.